# Teresa (film, 1987)
Pour les articles homonymes, voir Teresa.
Pour plus de détails, voir Fiche technique et Distribution.
Teresa est un film comique italien écrit et mis en scène par Dino Risi, sorti en 1987,,.

## Synopsis
Teresa est une belle femme devenue veuve. Elle découvre que son mari camionneur devait une grosse somme empruntée à Nabucco afin d'acheter le camion. Nabucco, épris d'elle, est prêt à « effacer l'ardoise » en échange du mariage. Mais Teresa refuse et entreprend le difficile métier de camionneur afin de rembourser la dette/

## Fiche technique
- Titre : Teresa
- Réalisation : Dino Risi
- Sujet : Dino Risi
- Scénario : Dino Risi, Bernardino Zapponi, Graziano Diana
- Producteurs : Pio Angeletti, Adriano De Michele
- Maison de production : Dean Film
- Distribution : (Italie) Medusa Distribuzione
- Photographie : Blasco Giurato
- Montage : Alberto Gallitti
- Musique : Claudio Maioli (it)
- Décors : Fabio Vitale
- Costumes : Silvio Laurenzi
- Genre : comédie
- Durée : 95 min
- Langue originale : Italien
- Pays de production :  Italie
- Année : 1987

## Distribution
- Serena Grandi : Teresa
- Luca Barbareschi : Gino
- Eros Pagni : Nabucco
- Bobby Rhodes : Hermann
- Nino Vingelli  : Adelmo
- Pupo De Luca
- Carlo Bagno